# Felddivision 6

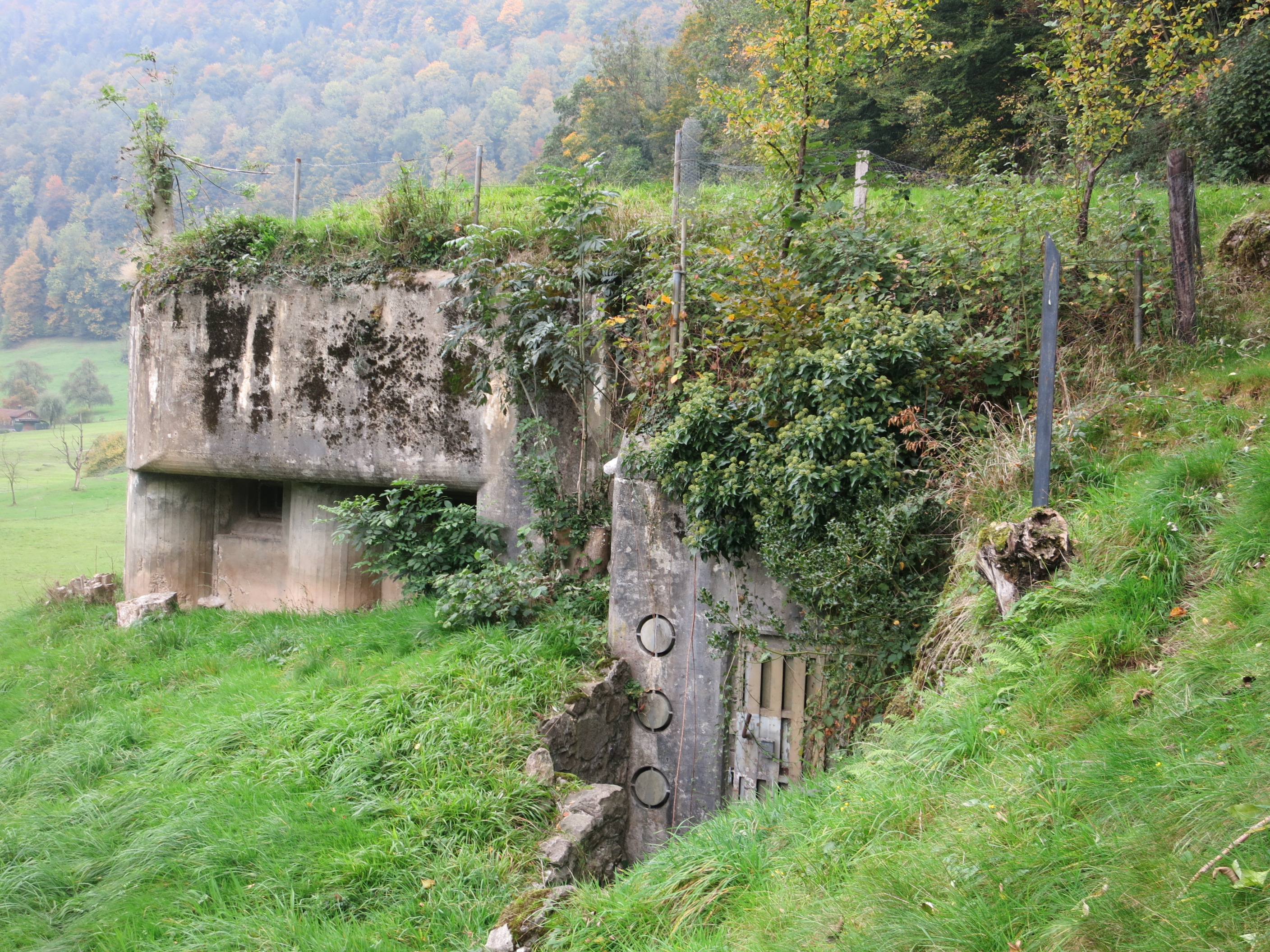
Infanteriewerk Sperrstelle Oberarth

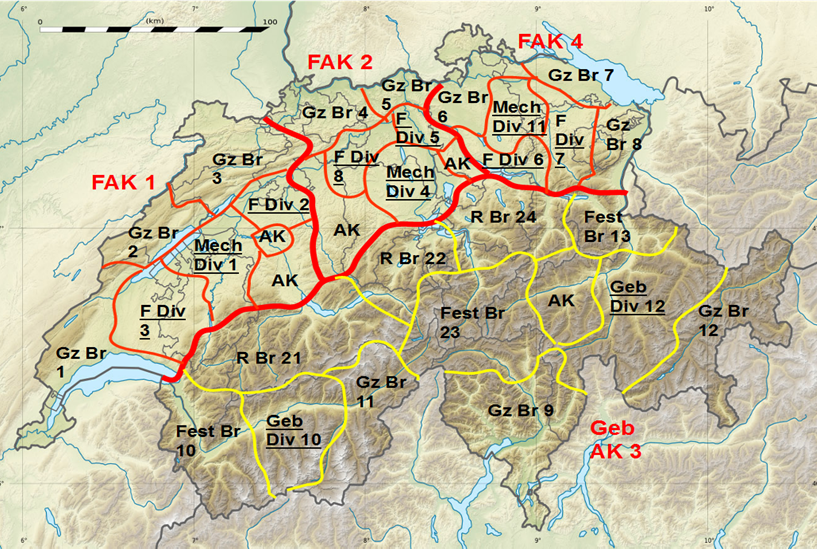
Armeekorps 4 und Felddivision 6 im Grunddispositiv von 1992

Die Felddivision 6 war ein traditionsreicher Milizverband der Schweizer Armee, der mehrheitlich mit Truppen aus dem Kanton Zürich gebildet wurde. Sie entstand 1875 aufgrund der neuen Truppenordnung und wurde dem 2. Armeekorps unterstellt. Von 1911 bis 1936 wurde sie vorübergehend zur 5. Division umbenannt.
Mit der Armee 61 wurde sie zur Felddivision 6 und gehörte neu zum Feldarmeekorps 4. 2003 wurde sie aus der kantonalen Militärhoheit entlassen und aufgelöst. Sie wurde 2008 durch die Zürcher und Ostschweizer Infanteriebrigade 7 ersetzt.

## Vorgeschichte
Mit dem Wiener Kongress von 1815 verpflichtete sich die Eidgenossenschaft zur dauernden, bewaffneten Neutralität und zu einer Neuregelung des Wehrwesens. Die kantonalen Truppen sollten im Kriegsfall zu einem eidgenössischen Heer zusammengezogen werden. Mit der Bundesverfassung von 1848 wurde begonnen, die kantonalen Truppen zu einem nationalen Heer zusammenzufassen. Mit der Totalrevision der Bundesverfassung von 1874 wurden die gesetzlichen Grundlagen für Aufbau, Ausrüstung, Ausbildung und Führung einer einheitlichen Armee sowie die Heeresklassen Auszug (20. bis 32. Altersjahr) und Landwehr (33 bis 44) geschaffen, die alle zwei Jahre einen Wiederholungskurs zu leisten hatten. Die kantonalen Verbände waren die Vorläufer der Felddivision 6, die mit der Einteilung der Schweiz in Divisionskreise durch die Truppenordnung von 1875 gebildet wurde.
1907 wurde zum jährlichen Wiederholungskurs gewechselt. Mit der Truppenordnung von 1911 wurden die bisherigen acht Divisionen auf sechs reduziert, wodurch die 6. Division zur 5. Division, die 5. Division zur 4. Division und die 7. Division zur 6. Division wurde.
1912 nahm die 5. Division am Kaisermanöver im Raum Kirchberg-Wil teil, bei denen der deutsche Kaiser Wilhelm II. offenbar zur Überzeugung kam, dass die Schweiz ihr Territorium gegen einen allfälligen Durchmarsch französischer Heere verteidigen konnte.

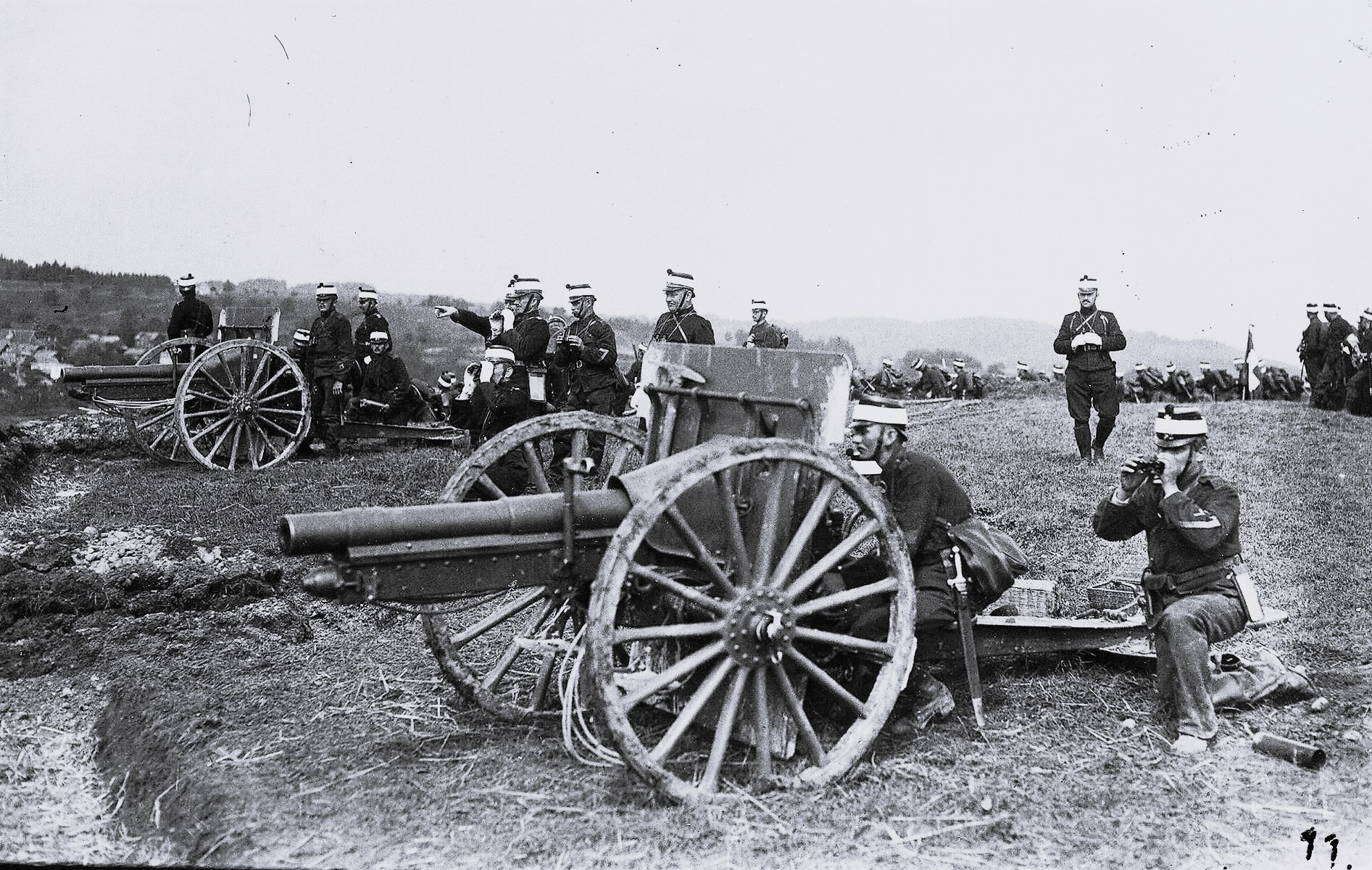
Kaisermanöver 1912
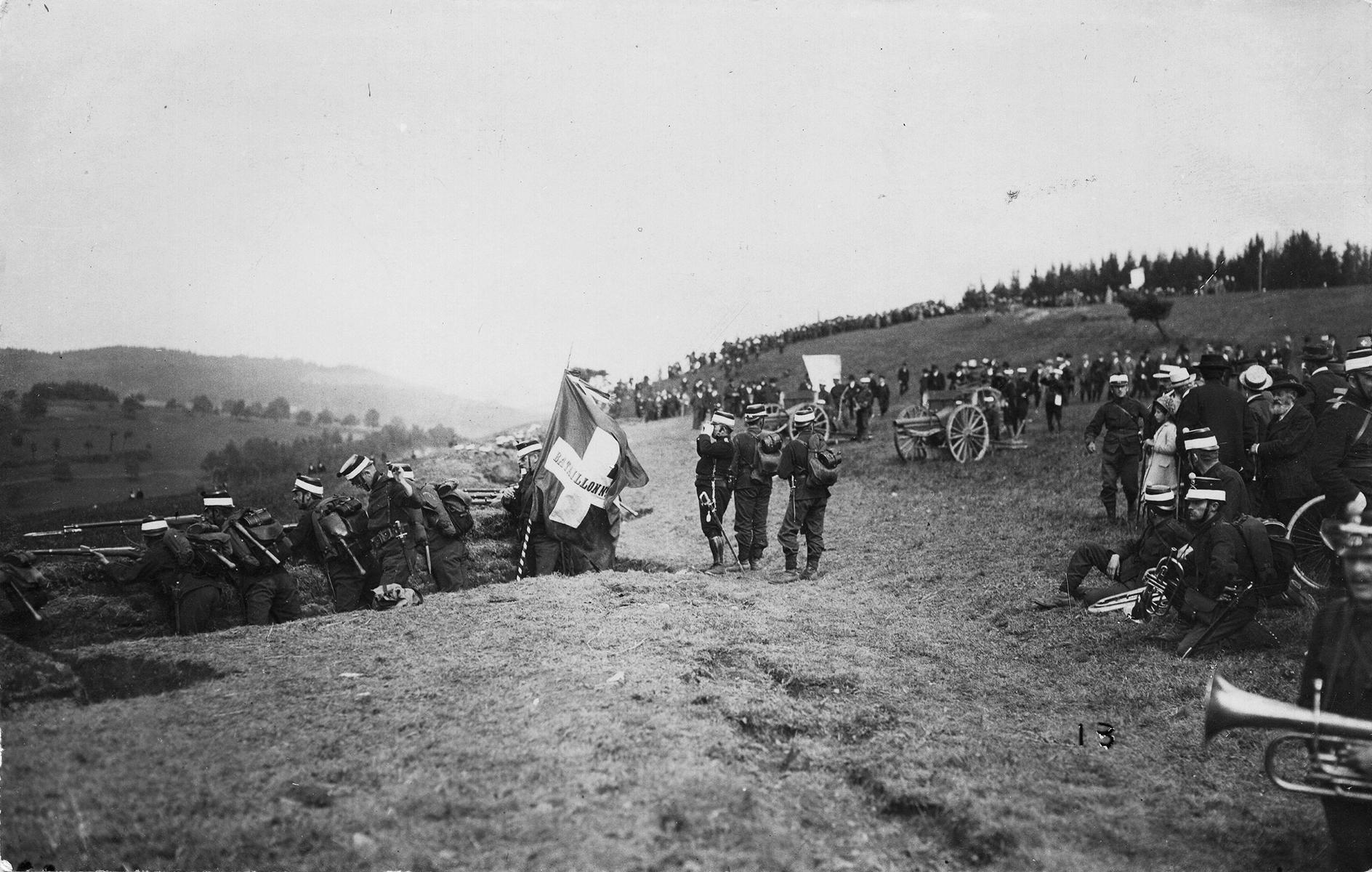
Kaisermanöver Kirchberg

## Erster Weltkrieg
In der ersten Grenzbesetzung 1914–18 wurden die Zürcher Truppen, nun als 5. Division bezeichnet, im Jura und im Tessin eingesetzt.
Zur 5. Division gehörten laut «Ordre de Bataille» von 1917 die Infanteriebrigaden 13 (Infanterieregimenter 25 und 26) und 14 (Inf Rgt 27 und 28) sowie die Gebirgsbrigade 15 (Gebirgsjägerregimenter 29 und 30) mit den folgenden Bataillonen:
- Inf Rgt 25: Bat 61 SH, 62 ZH, 98 SH/ZH, Schützenbataillon 6 ZH
- Inf Rgt 26: Bat 63 ZH, 64 ZH, 65 ZH
- Inf Rgt 27: Bat 67 ZH, 68 ZH, 69 ZH
- Inf Rgt 28: Bat 66 ZH, Infanteriebataillon 70 ZH, 71 ZH
- Geb J Rgt 29: Geb Bat 47 OW/NW, 72 SZ, 86 SZ
- Geb J Rgt 30: Geb Bat 94 TI, 95 TI, 96 TI

Dazu gehörten die Fahrende Mitrailleur Abteilung 5, die Radfahrerkompanie 5, die Guidenabteilung 5 sowie die Artilleriebrigade 5.
Der Kriegsbestand der 5. Division (inklusive Gebirgsbrigade 15) betrug: 1088 Offiziere, 27.524 Unteroffiziere und Soldaten, 7327 Pferde, 19.150 Gewehre, 132 Maschinengewehre, 287 Säbel, 64 Geschütze. Mit der Truppenordnung von 1936 (TO 36) wurde aus der 5. wieder die 6. Division und die Zwischenstufe der Brigade entfiel.

Bundesräte und Offiziere der 5. Division in Les Rangiers
Beobachtungsposten an der Grenze
Scheinwerfer bei Montgremay
Artillerie bei Nabholz

## Zweiter Weltkrieg
Nach der Mobilmachung im Zweiten Weltkrieg besetzte die Schweizer Armee aufgrund des Operationsbefehles Nr. 2 vom 4. Oktober 1939 die Limmatstellung, um einen Angriff aus dem Norden und eine Umgehung der Maginotlinie durch die Schweiz aufhalten zu können. Die dem 3. Armeekorps unterstellte 6. Division unter ihrem Kommandanten Herbert Constam bezog mit rund 15'000 Mann (Infanterieregimenter 25, 27, 28) den Raum südlich der Limmat zwischen dem Stadtkommando Zürich und der Gruppe Dietikon.
Im rund 10 km breiten Abschnitt erstellte die Division 150 Bunker und Unterstände (mit bis zu drei Stockwerken), 35 Beobachtungswerke, 90 Geschützstände der Artillerie für 70 Rohre (teils offen, teils splittergeschützt), 1000 m Kavernen/Stollen, 6,5 km Tanksperren sowie rund 490 offene oder gedeckte Feuerstellungen, 80 Nischen aus Holz und Wellblech, 6 km Kampfgräben, 40 km Drahthindernisse.
Der drei Kilometer breite Abschnitt der 6. Division zwischen Uetliberg, Waldegg und Urdorfer Senke wurde von der Truppe die Festung Uetliberg mit einem tiefgestaffelten System von verbunkerten Unterständen als Wechselstellungen gebaut, das an der Limmat begann und hinter der Reppisch aufhörte. Durch die offene Urdorfer Senke verlief die Sperrstelle Urdorf mit einer Tanksperre und 18 betonierten Waffenständen. Die Division erhielt ab Mai 1940 massive Artillerieunterstützung durch die schwere motorisierte Kanonierabteilung 18 des Artillerieregimentes 14 und dem Haubitzenbataillon 44. Das Infanterieregiment 26 wurde der leichten Brigade 2 im Verzögerungsraum nördlich der Limmat zugeteilt.

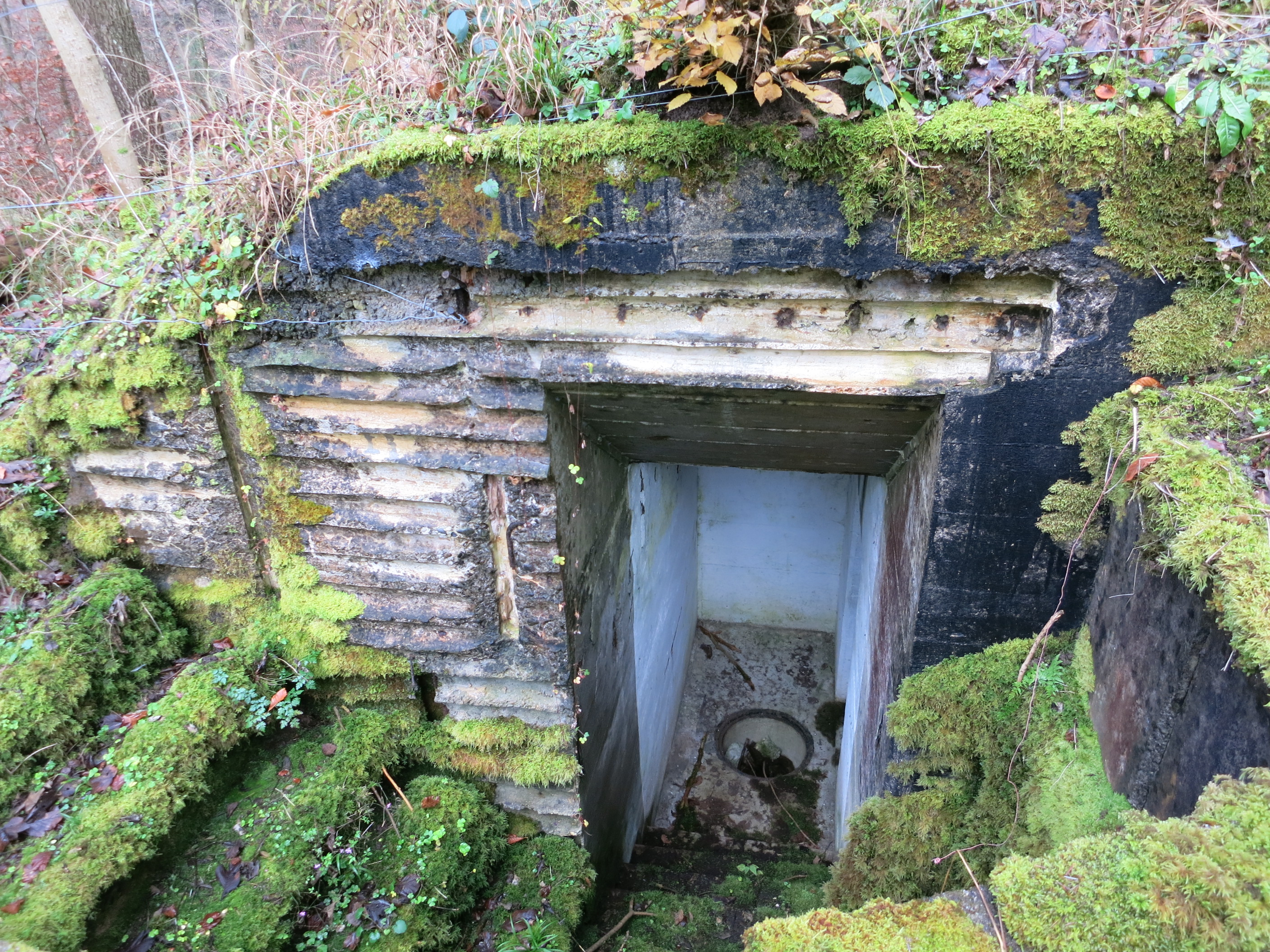
Unterstand Kaktus
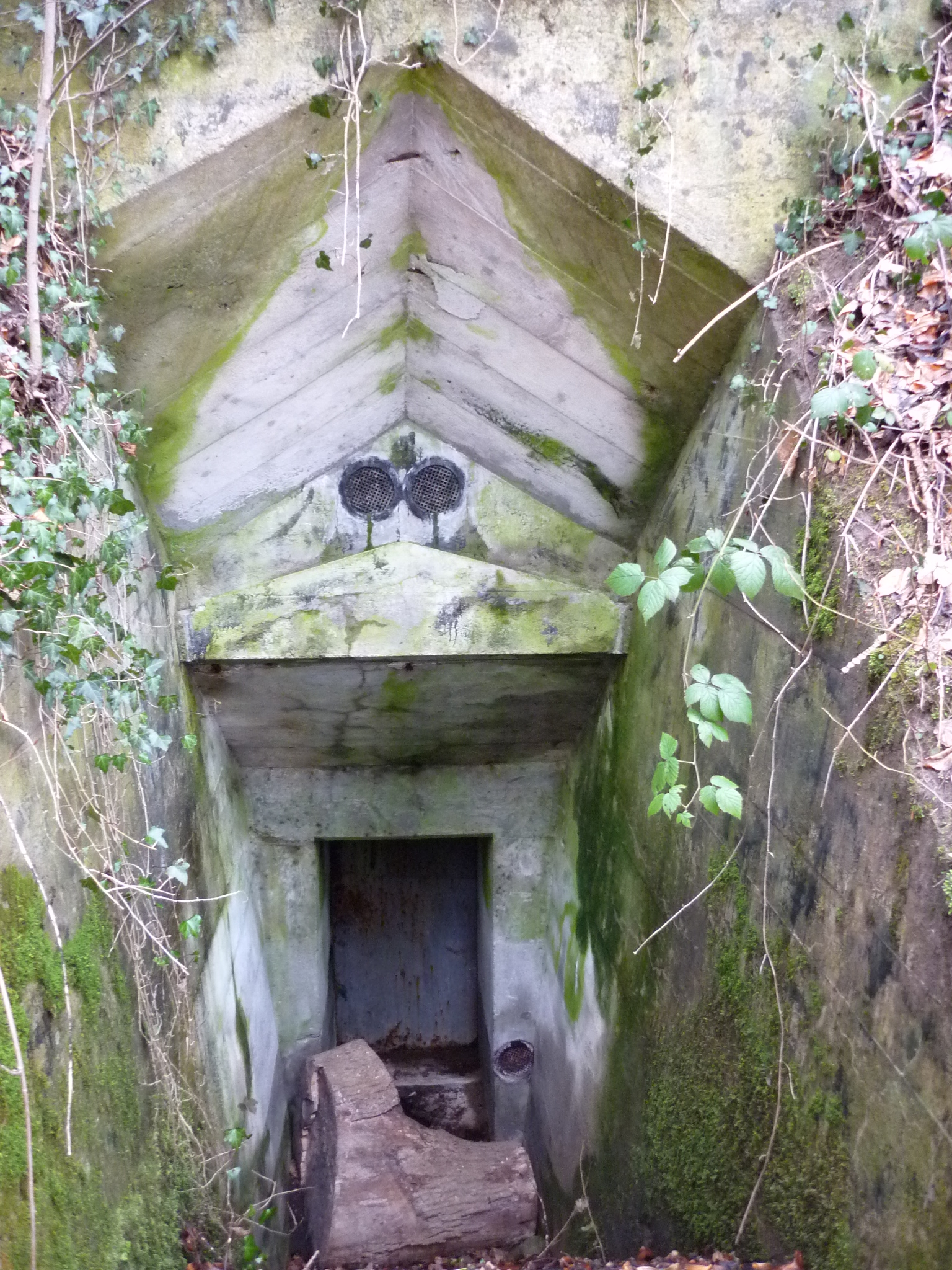
Kaverne Sandloch
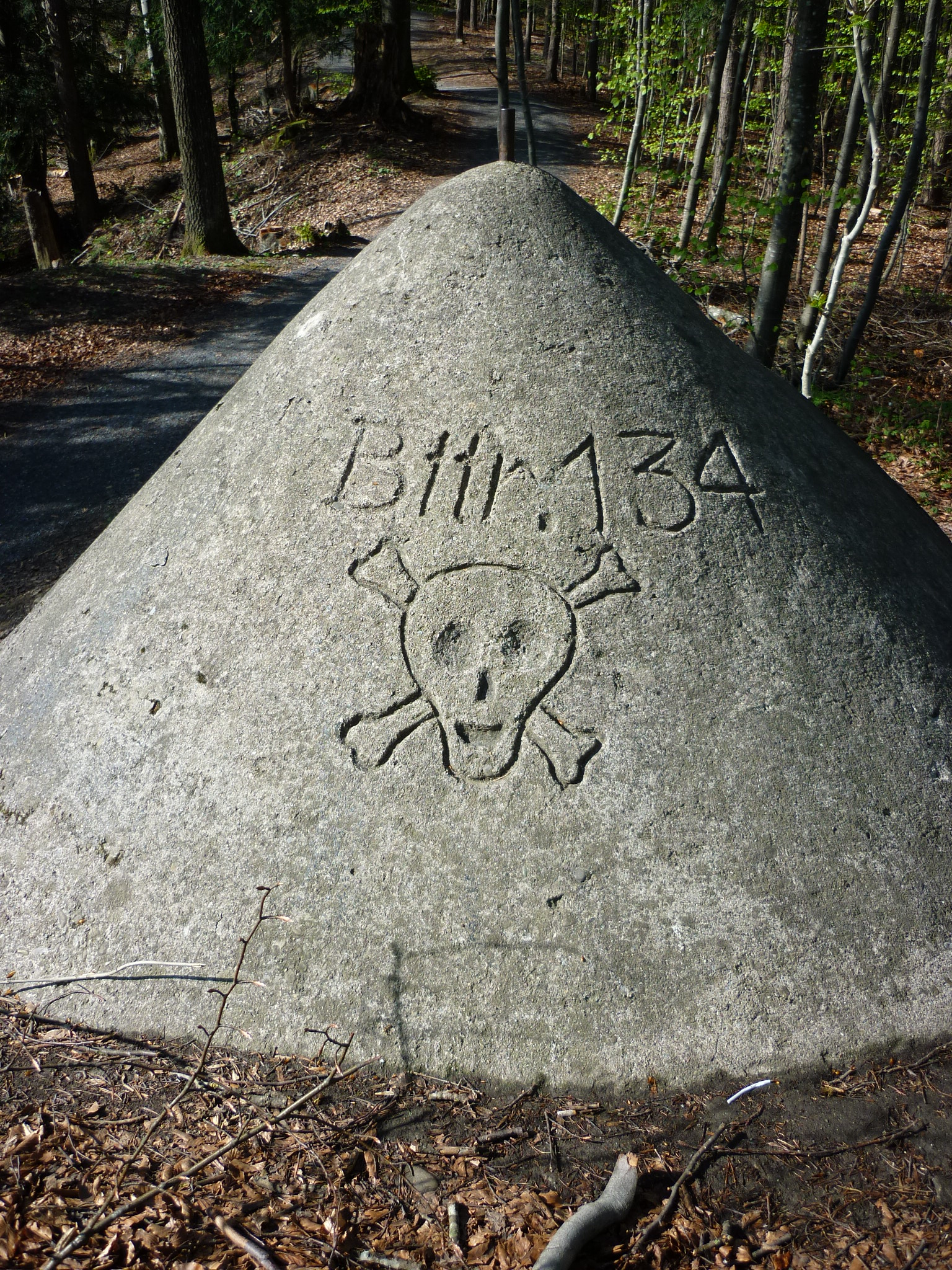
Artilleriebeobachter Gratweg
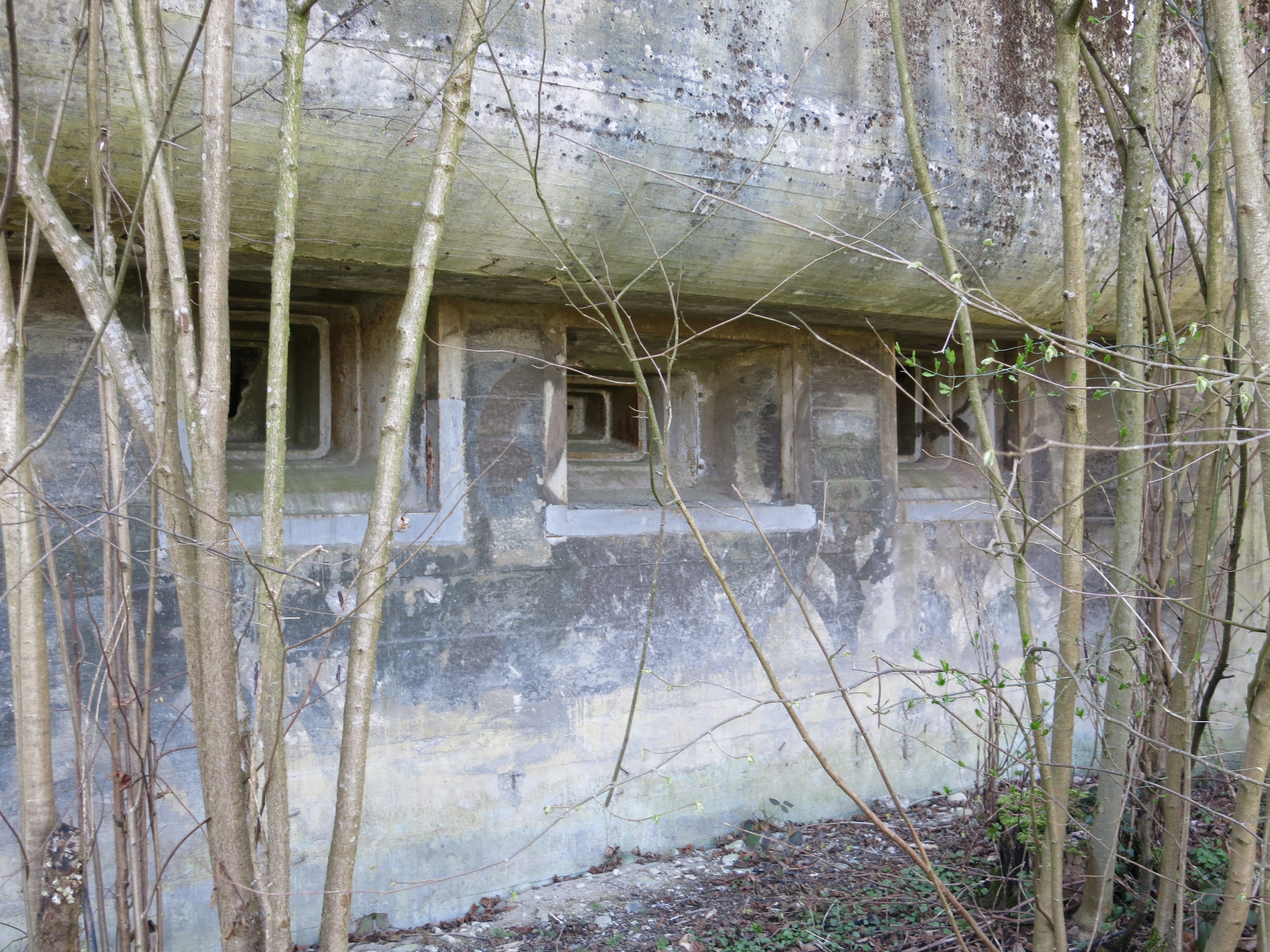
Bunker Wagenbach, Sperrstelle Urdorf

Während im Reduit Festungen gebaut und für sechs Monate Vorräte für die Truppe und die dortige Bevölkerung angelegt wurden, gehörte die 6. Division im Raum der Limmatstellung zu den Deckungstruppen zur Sicherung des Reduitaufbaus. Nachdem der Kommandant des 4. Armeekorps, Jakob Labhart, um Verstärkung zur Verteidigung der 50 Kilometer langen Reduitgrenze von der Linth über Etzel, Höhrohnen, Zugerberg bis zur Rigi ersucht hatte, wurde die 6. Division ab dem 17. August 1940 an den linken Flügel des 4. Armeekorps verschoben. Sie übernahm von der 7. Division den Abschnitt Schindellegi – Höhronen – Zugersee, um dort die Abwehrfront mit Sperren und Hindernissen zu befestigen.
Die 6. Division hatte mit ihren vier Detachementen Biberbrücke, Alosen, Zugerberg und Rigi den Auftrag, die Linie Schindellegi-Gotschalkenberg-Zugerberg-Rigi bis zum Vierwaldstättersee zu halten und einen Vorstoss des Gegners in den Talkessel von Schwyz zu verhindern. Vortruppen sollten eine feindliche Landung am linken Zürichseeufer (Oberrieden bis Bäch) verhindern. Der Grossteil der Division sollte hinter Sihl auf der Linie Finstersee-Gubel-Allenwinden-Südausgang Zug eine Verteidigungsstellung einnehmen und ein Detachement hatte den Raum zwischen Zuger- und Vierwaldstättersee mit der Sperrstelle Oberarth zu sperren. Der Auftrag blieb bis zum Ende der Reduitzeit unverändert.
Im Frühjahr 1943 wurde das Gros der 5. Division dem 4. Armeekorps unterstellt, um die Reduitzugänge beidseits der Rigi in den Talkessel von Schwyz zu sichern.

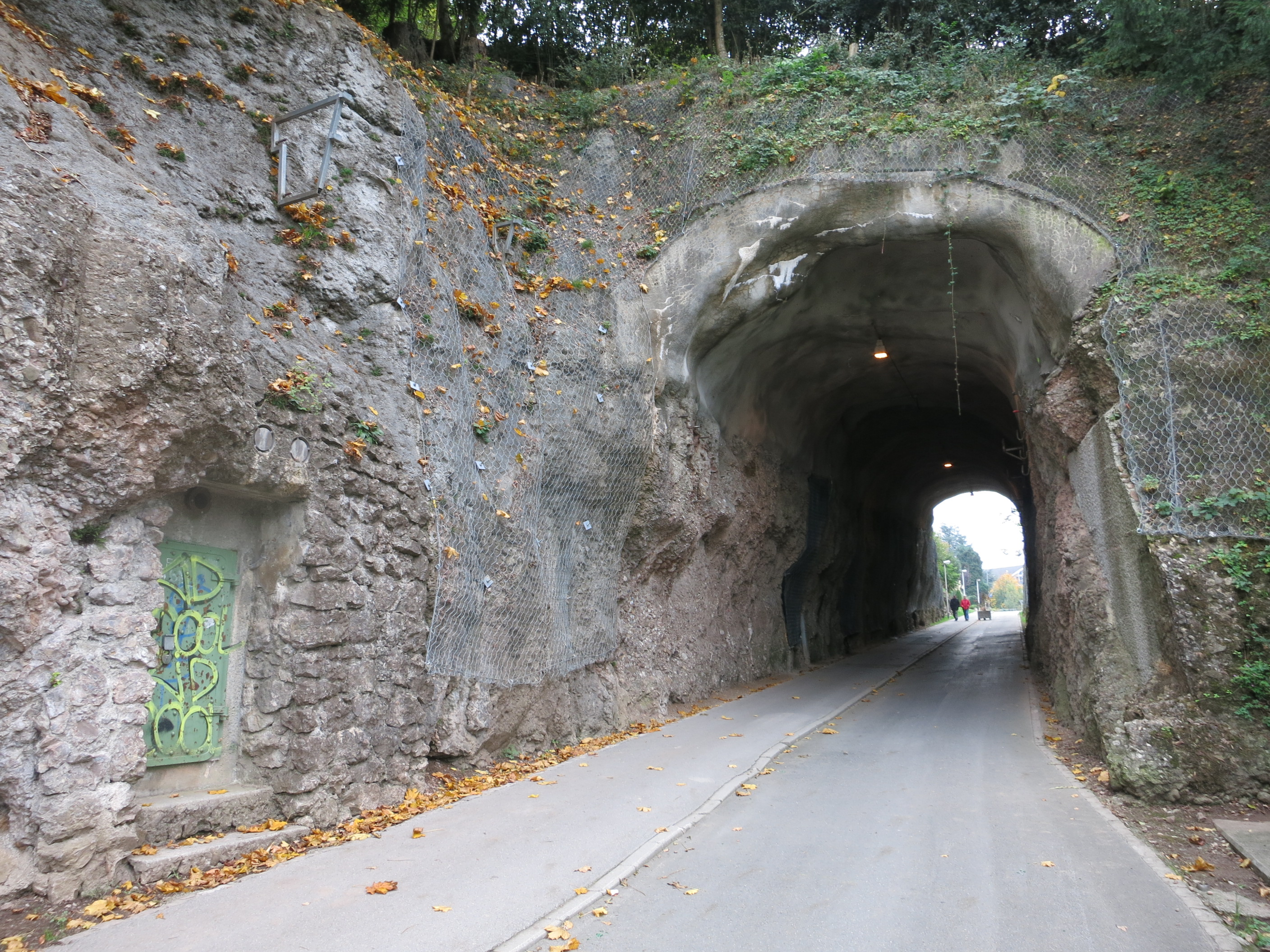
Infanteriewerk Mühlefluhtunnel, Oberarth
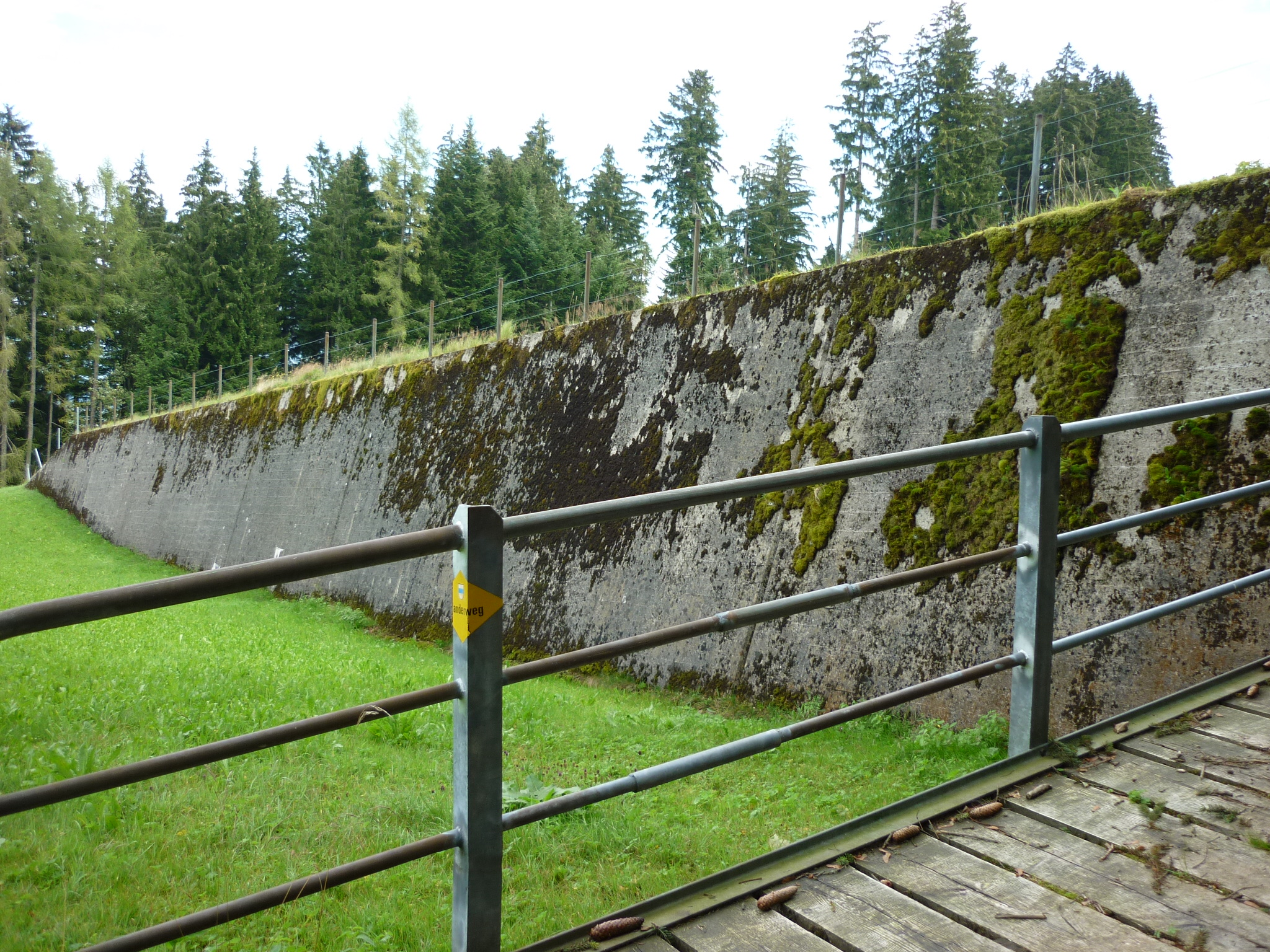
Geländepanzerhindernis Schurtannen
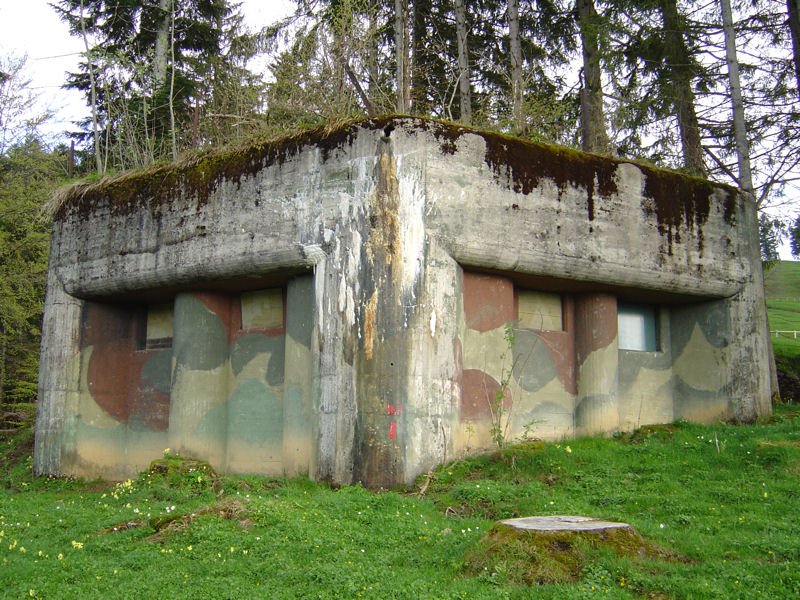
Maschinengewehrbunker Raten
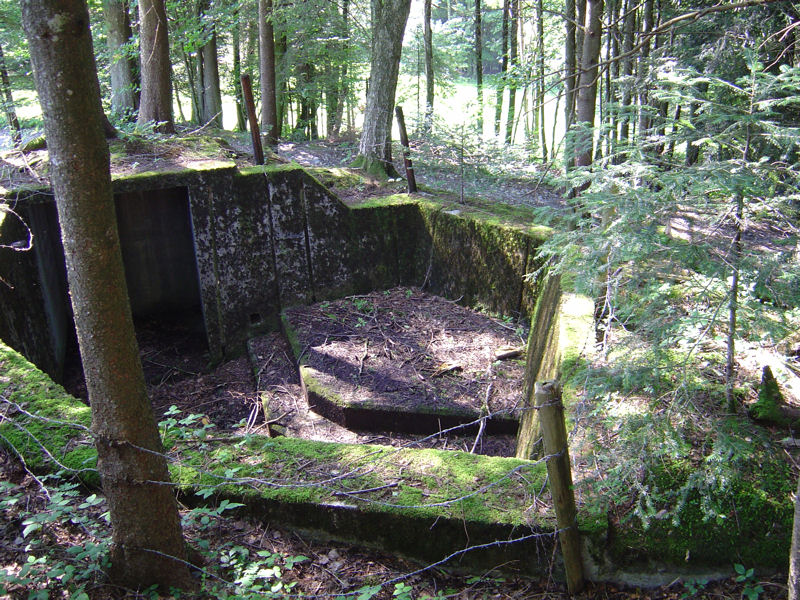
Artilleriegeschützschild, Bucklen

Sperrstellen während des Reduit:
- Schindellegi ⊙
- Raten ⊙
- Feuerschwand ⊙
- Zugerberg ⊙
- Oberarth ⊙
- Rigi ⊙

- Infanteriewerk Mühlefluhtunnel, Oberarth
- Geländepanzerhindernis Schurtannen
- Maschinengewehrbunker Raten
- Artilleriegeschützschild, Bucklen

## Kalter Krieg und Armeereformen
Ab 1948 erfolgten die Wiederholungskurse wieder normalen dreiwöchigen Turnus. Mit der Truppenordnung 51 (TO51) übernahm die 6. Division wieder die Strukturen der TO 36, dazu erhielt sie eine Aufklärungs- und eine mobile leichte Flababteilung. 1955 wurde im Manöver erstmals das Verhalten bei einem Angriff mit Atomwaffen geübt.
Mit der Armee 61 wurden grosse Manöver und Gesamtverteidigungsübungen durchgeführt. Die Felddivision 6 im kleineren Teil zur Abwehr im Engnis von Kemptthal, dem Flughafen Kloten sowie dem Furt- und Glatttal eingesetzt. Die Grenzbrigade 6 sollte in ihrem Raum selbstständig operieren können. Das Zürcher Infanterieregiment 27 wechselte von der Felddivision 5 zur Felddivision 6. Der Einsatzraum der Felddivision 6 inklusive Grenzbrigade 6 hatte eine Ausdehnung Ost-West von 40 und Süd-Nord von 48 Kilometer. Die Division inklusive Grenzbrigade hatte den Brückenkopf Schaffhausen zu halten, einen feindlichen Vorstoss nach Zürich, an die Limmat und die Inbesitznahme des Flughafens Kloten zu verhindern. Es hatte die Gegenschläge der Mechanisierten Division 11 in die Räume Winterthur, unteres Glatttal und Brüten zu unterstützen.
Das Flughafenregiment 4 wurde 1987 für die Sicherung des Flughafens Kloten gebildet, um bei einem strategischen Überfall auf den Flughafen rasch eingreifen zu können. Die Alarmformation konnte sich selbständig mobilisieren und war innert 2 bis 3 Stunden einsatzbereit, um den Schutz und die Bewachung der Flugplätze Kloten und/oder Dübendorf mittels «angemessenen technischen Massnahmen» zur Sperrung der Pisten und Rollwege zu sichern. Die 3400 Armeeangehörigen des Flughafenregiments waren mit einem Pager ausgerüstet und wohnten im näheren Einzugsgebiet des Flughafens.

### Sperrstellen
Im Einsatzraum der Felddivision 6 befanden sich das Stadtkommando Zürich und die folgenden Sperrstellen. Die Linthebene wurde 1997 an das Feldarmeekorps 4 abgetreten, welches zahlreiche Werke desarmierte und die Sperrstellennummern änderte (mit 7 beginnend). Damit kamen die Sperrstellen der Linthebene von der Reduitbrigade 24 zur Felddivision 6.
- Bilten 2420
- Brüggen-Rorholz
- Grynau 2424/7658
- Grindbühl
- Lidwil-Luegeten ⊙
- Kaltbrunn 7663 (bis Ende 1977 Teil der Sperre Reichenburg-Giessen 2425)
- Mösli-Benken 2425/7660
- Reichenburg 7660 (bis Ende 1977 Teil der Sperre Reichenburg-Giessen 2425)
- Schänis
- Schmerikon[9]

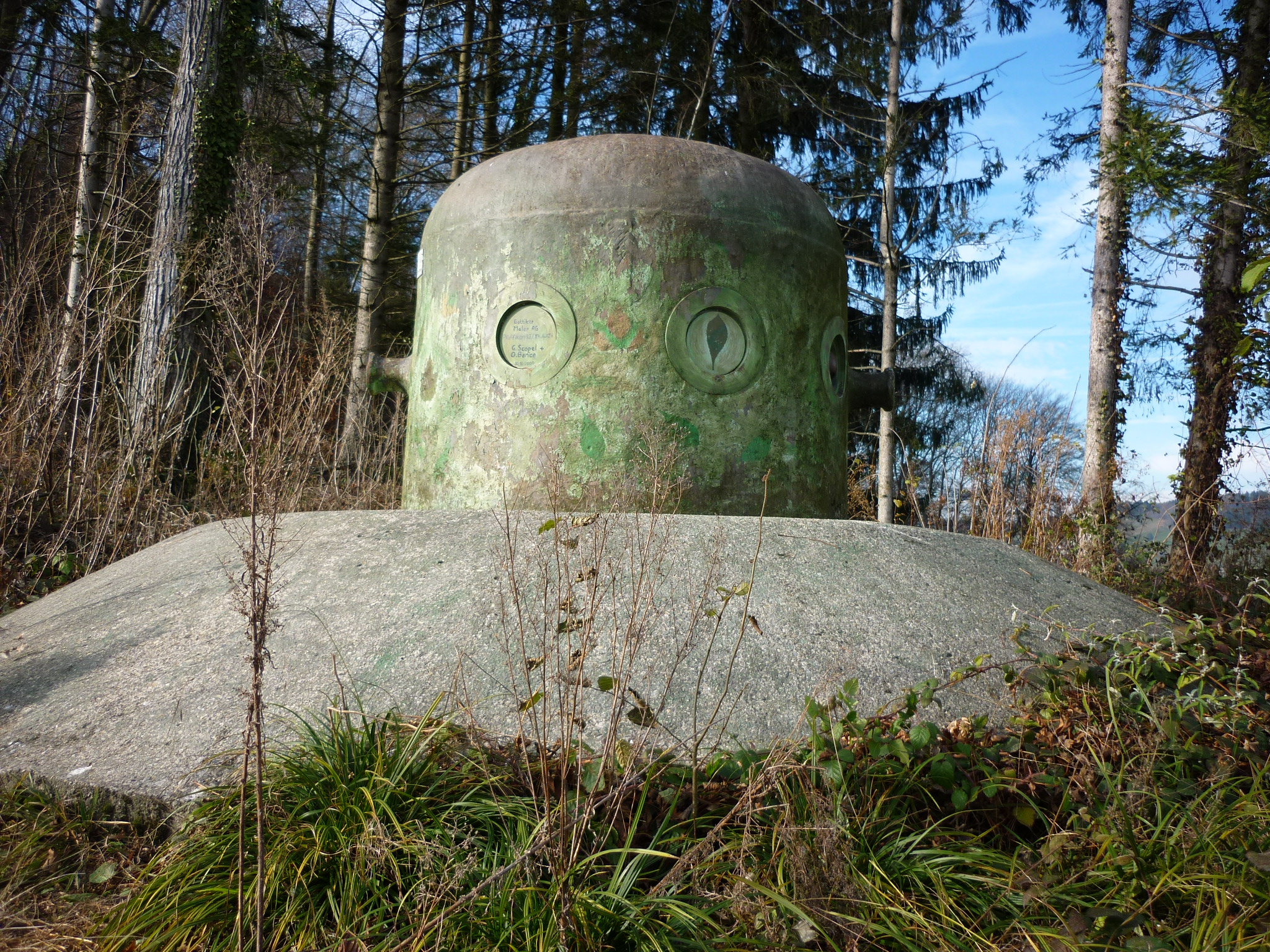
Beobachtungsbunker Grynau
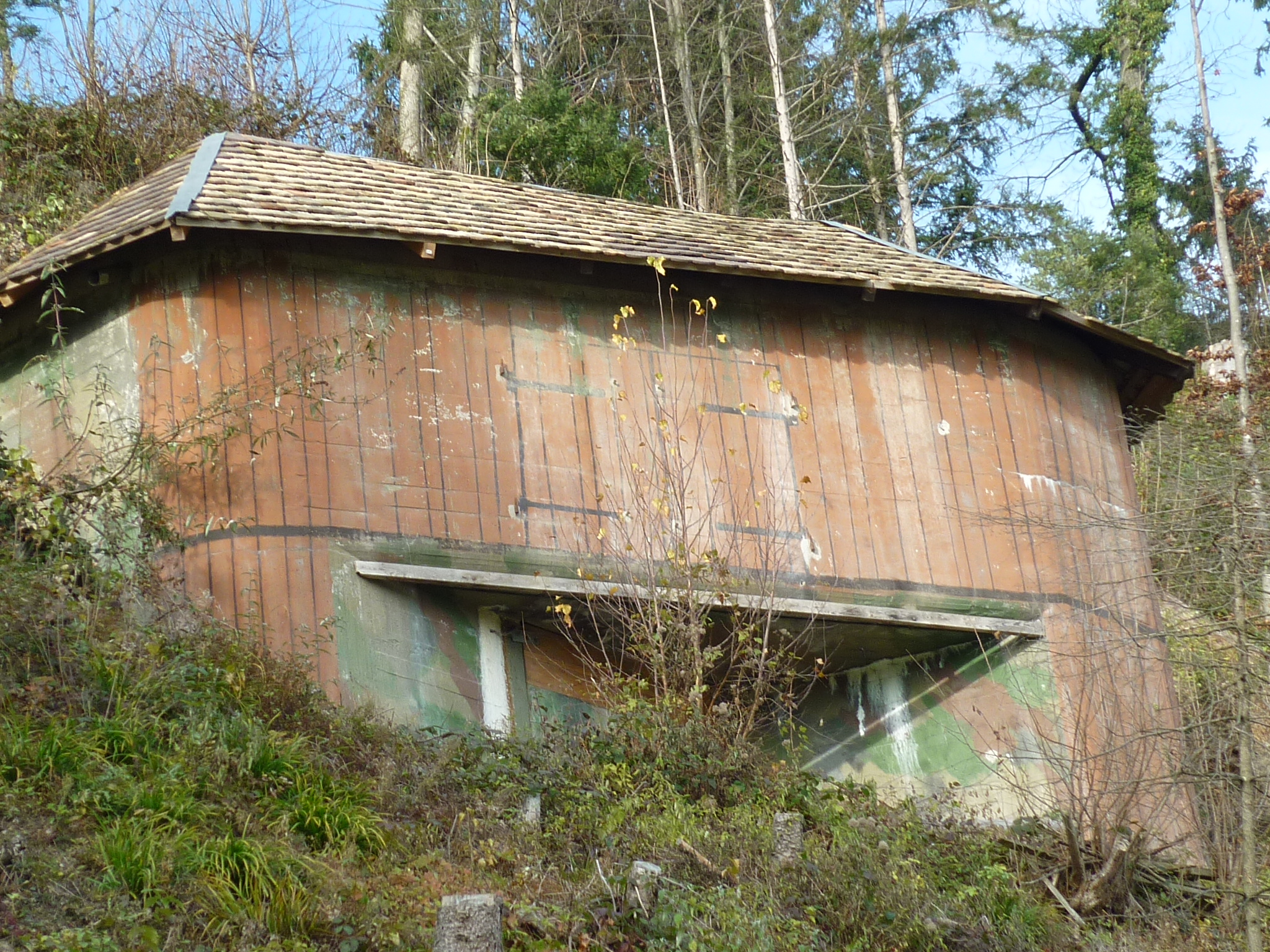
Maschinengewehrbunker Grynau
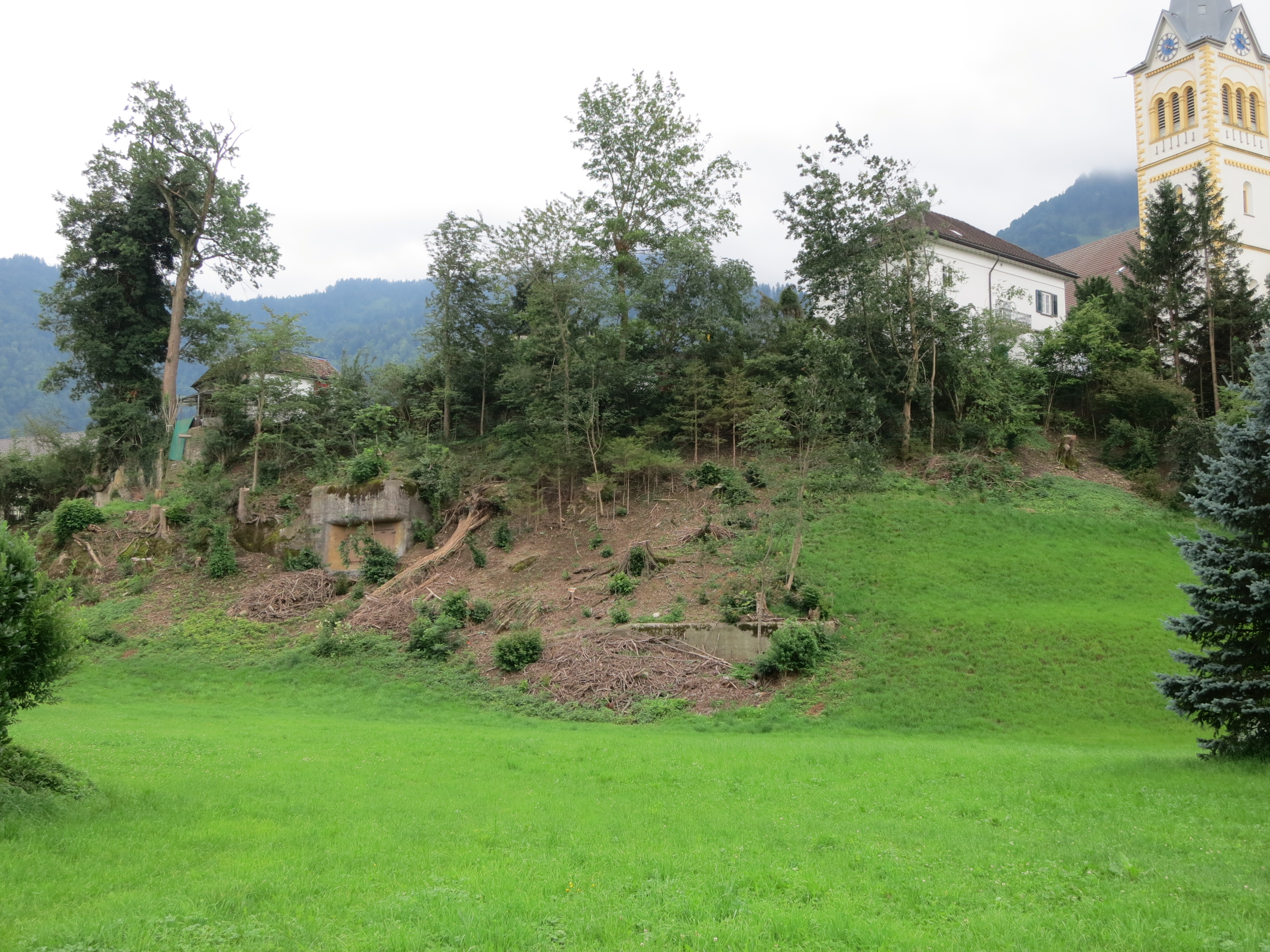
Infanteriewerk Burg, Reichenburg
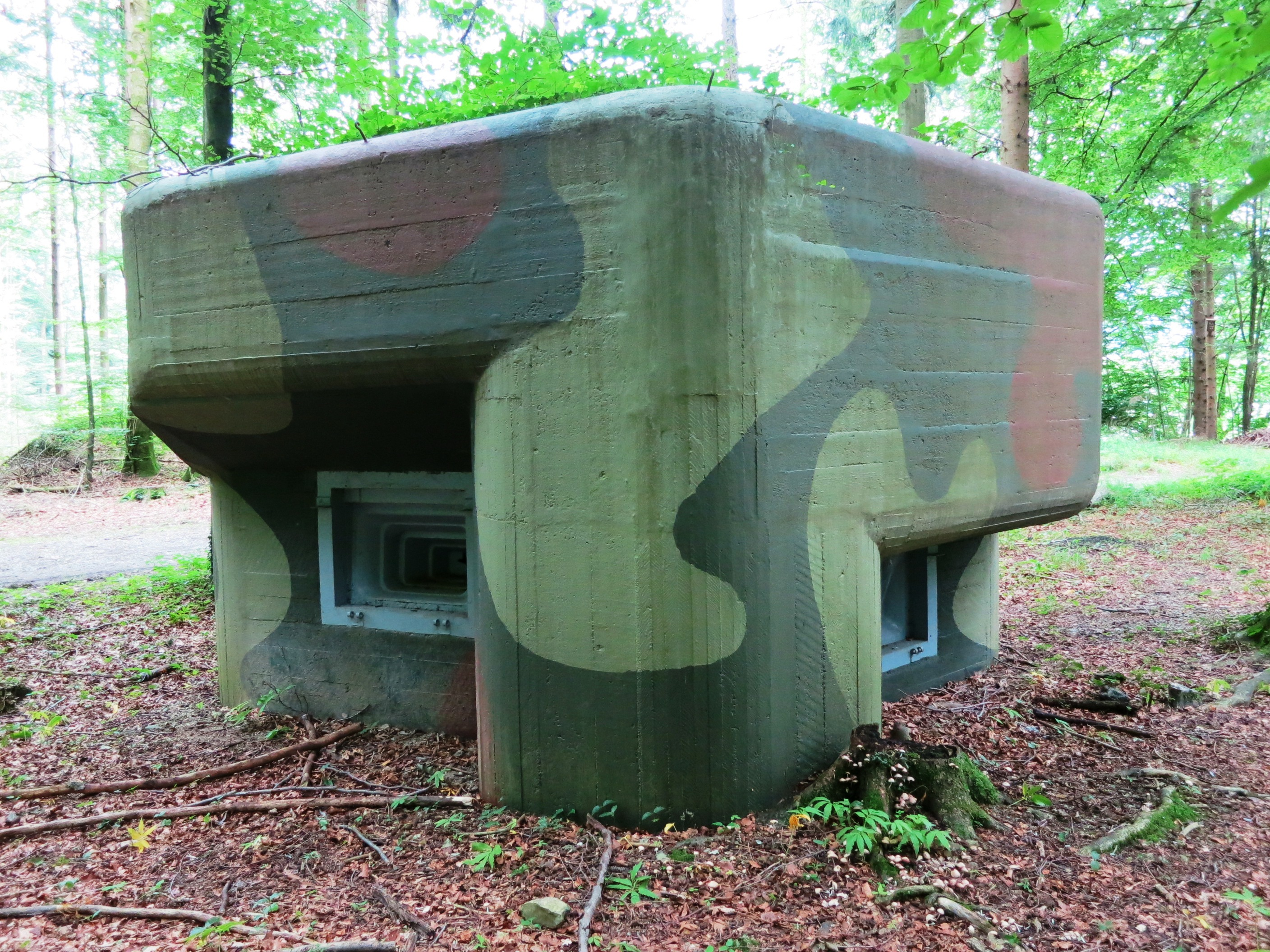
Infanteriewerk Mösliflue, Benken

Mit der Armee 95 wurde ein neuer Wiederholungskurs (WK)-Rhythmus eingeführt und es fand ein fliessender Übergang zur Armee XXI statt. Mit der Armee XXI wurden alle Armeekorps und Divisionen aufgelöst und damit die seit rund 130 Jahren bestehende Felddivision 6. Die Felddivision 6 wurde in die Infanteriebrigade 7, die Panzerbrigade 11 und Territorialregion 4 überführt.

### Einheiten
- Grenzbrigade 6
- Infanterieregimenter 26, 28, 54
- Flughafenregiment 4 (Flhf Rgt 4)
- Panzerbataillon 6
- Panzerbataillon 23
- Artillerieregiment 6
- Mobile Leichte Fliegerabwehrabteilung 6
- Genieregiment 4

## Kommandanten der Felddivision 6
- Johann Egloff 1875–1883 Oberstdivisionär
- Hermann Bleuler 1883–1891 Oberstdivisionär
- Ulrich Meister 1891–1900 Oberstdivisionär
- Ulrich Wille 1900–1904 Oberstdivisionär
- Jean von Wattenwyl 1904 Oberstdivisionär
- Heinrich Wyss 1904–1910 Oberstdivisionär
- Hermann F. Steinbuch 1910–1919 Oberstdivisionär
- Leo Dormann 1920–1928 Oberstdivisionär
- Ulrich Wille 1928–1931 Oberstdivisionär
- Renzo Lardelli 1931–1932 Oberstdivisionär
- Johannes von Muralt 1932–1937 Oberstdivisionär
- Herbert Constam 1938–1943 Oberstdivisionär
- Marius Corbat 1944–1946 Oberstdivisionär
- Edgar Schumacher 1947–1956 Oberstdivisionär
- Ernst Uhlmann 1957–1961 Oberstdivisionär
- Adolf Hanslin 1962–1966 Oberstdivisionär
- Lorenz Zollikofer 1967–1973 Oberstdivisionär
- Frank Seethaler 1974–1981 Divisionär
- Rolf Binder 1982–1985 Divisionär
- Peter Näf 1986–1989 Divisionär
- Ulrico Hess 1989–1997 Divisionär
- Hans-Ulrich Solenthaler 1998–2003 Divisionär

## Benennung der Felddivision 6 im Lauf der Geschichte
- 1875–1911: VI. Armeedivision (MO 13. November 1874)
- 1911–1936: 5. Division (TO 11)
- 1936–1961: 6. Division, Grenzdivision 6 (TO 36)
- 1962–2003: Felddivision 6 (TO 61)

## Museen und militärhistorische Vereine
- Die Militärhistorische Stiftung des Kantons Zug sichert und pflegt seit 1994 das militärhistorische Erbe im Kanton Zug und führt in den von ihr erworbenen Festungen Führungen und Besichtigungen durch.
- Die Stiftung Schwyzer Festungswerke sichert und pflegt seit dem Jahr 2000 das militärhistorische Erbe im Kanton Schwyz und führt in den von ihr erworbenen Festungen Führungen und Besichtigungen durch.
- Das Artilleriewerk Halsegg wird seit 2009 vom Verein Schweizer Dufour Museum als Festungs- und erstes Dufourmuseum der Schweiz betrieben.